# Модульна насосна станція

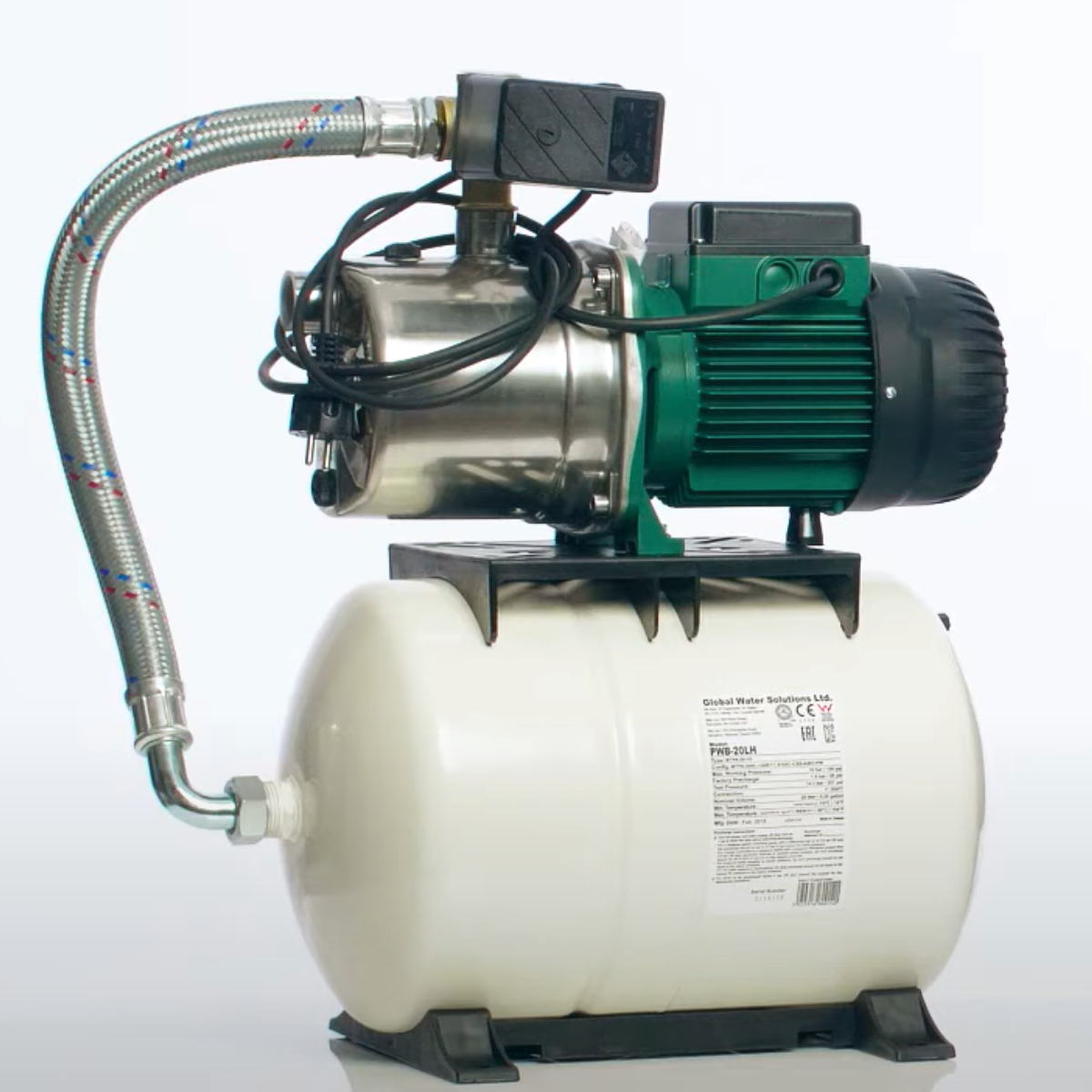
Насосная станція

Модульна насосна станція (англ. Modular pumping station)  —  це компактна інженерна система, яка складається з набору модульних блоків і використовується для перекачування рідини (наприклад, води або нафти) з одного місця в інше. Вона зазвичай включає в себе насоси, контрольну апаратуру, комутаційні пристрої, схеми керування та інші компоненти, необхідні для безперебійної роботи системи.

## Історичний розвиток
Модульні насосні станції мають свій історичний контекст і пройшли значний шлях розвитку протягом останніх десятиліть. Основні етапи їх становлення включають наступне:
1. Початок розвитку: У 1950-х роках, з появою передових технологій і ростом індустрії, стала актуальною необхідність в компактних і легких системах для перекачування рідин. Це стало першим кроком у розвитку модульних насосних станцій.
2. Поява модульних концепцій: У 1960-х роках з'явилися перші модульні концепції, що передбачали стандартизацію окремих компонентів насосних станцій, таких як насоси, механізми керування та інші елементи. Це сприяло більш швидкому та простому монтажу і заміні деталей.
3. Розширення застосувань: З 1970-х років стали широко використовуватися в різних галузях, включаючи промисловість, муніципальні системи та сільське господарство. Це було пов'язано з їхніми перевагами, такими як гнучкість, ефективність і зручність експлуатації.
4. Технологічні вдосконалення: Протягом останніх десятиліть, з розвитком комп'ютерних технологій, електроніки та автоматизації, модульні насосні станції отримали нові можливості. Вони стали більш ефективними, забезпечуючи точне керування, моніторинг та діагностику.[2]

## Принцип роботи модульних насосних станцій

### Опис основних компонентів модульних насосних станцій
Модульна насосна станція складається з різних компонентів, які спільно працюють для ефективного перекачування рідини. Основні компоненти включають:
1. Насоси: Насоси є основними рухомими частинами станції і відповідають за перекачування рідини з одного місця в інше. Вони можуть бути різних типів, таких як центробіжні насоси, погружні насоси або зубчасті насоси, залежно від застосування та вимог системи.[3]
2. Контрольна апаратура: Це включає регулятори тиску, манометри, датчики, клапани та інші пристрої, які контролюють та регулюють параметри перекачування рідини. Вони дозволяють підтримувати стабільний тиск, контролювати розподіл потоку та забезпечувати безпеку та ефективність роботи станції.
3. Комутаційні пристрої: Ці пристрої використовуються для переключення насосів або керування режимами роботи системи. Вони дозволяють включати або вимикати окремі насоси, регулювати їх послідовність або паралельність, залежно від потреби та навантаження.
4. Схеми керування: Модульні насосні станції використовують сучасні схеми керування, які забезпечують автоматизацію та надійність роботи системи. Вони можуть включати контролери, програмовані логічні контролери (ПЛК) та інші пристрої, що дозволяють моніторити та керувати роботою насосних станцій.

### Пояснення процесу роботи модульних насосних стB. Пояснення процесу роботи модульних насосних станцій
Процес роботи модульної насосної станції можна розділити на кілька основних етапів:
1. Спостереження та контроль: Система спостерігає за параметрами рідини, такими як рівень, тиск, температура та інші, за допомогою датчиків та контрольних пристроїв. Ці дані передаються до контролера або програмованого логічного контролера (ПЛК).
2. Визначення потреби в перекачуванні: На основі зібраних даних та залежно від заданих параметрів, контролер визначає потребу в перекачуванні рідини. Якщо потрібно підвищити тиск або підтримувати стабільний рівень рідини, система включає насоси або комутує між ними.
3. Включення насосів: Комутаційні пристрої управляють включенням та вимиканням насосів залежно від потреби. Вони можуть включати один насос або більше для досягнення бажаного потоку або тиску. Якщо один насос не в змозі задовольнити вимоги, система може включити додаткові насоси паралельно або послідовно.
4. Контроль та регулювання: Контролер аналізує вихідні дані від насосів та контрольних пристроїв, щоб підтримувати стабільний рівень тиску та потоку. Він регулює роботу насосів, забезпечуючи оптимальну продуктивність та ефективність системи.
5. Моніторинг та захист: Модульні насосні станції також мають системи моніторингу та захисту.
6. Обслуговування та обслуговування: Модульні насосні станції потребують регулярного обслуговування та обслуговування для забезпечення безперебійної роботи. Це може включати перевірку та підтримку насосів, заміну фільтрів, перевірку роботи контрольної апаратури та перевірку системи керування. Регулярне обслуговування сприяє збереженню продуктивності та продовженню терміну служби модульних насосних станцій.

Цей процес роботи модульних насосних станцій дозволяє ефективно та надійно перекачувати рідину з одного місця в інше. Вони знаходять широке застосування у різних галузях, включаючи водопостачання, водовідведення, нафтогазову промисловість, хімічну та фармацевтичну промисловість, системи опалення та охолодження та інші.

## Застосування модульних насосних станцій

### Промислове застосування
Пояснення ролі модульних насосних станцій у промислових процесах
Модульні насосні станції є невід'ємною частиною багатьох промислових процесів, де забезпечення ефективного перекачування рідин є важливим завданням. Вони виконують ключову роль у забезпеченні надійної роботи технологічних систем та забезпеченні потреб у воді, нафтопродуктах, хімічних розчинах та інших рідких речовинах.
Модульні насосні станції виконують функцію перекачування рідин з одного місця до іншого з використанням насосів, які створюють необхідний тиск. Ці станції мають компактний дизайн і складаються з кількох модулів, що дозволяє легко налаштувати їх для відповідності конкретним потребам промислового процесу. Завдяки своїй модульній будові, насосні станції можуть бути швидко монтування, розширювані та замінювані без перерви в роботі процесу, що робить їх особливо зручними для промислових умов.

### Приклади галузей, у яких використовуються модульні насосні станції
Модульні насосні станції застосовуються в різних галузях промисловості, де потрібно ефективне перекачування рідин. Ось декілька прикладів таких галузей:
а) Хімічна промисловість: У хімічних заводах та підприємствах модульні насосні станції використовуються для перекачування різноманітних хімічних розчинів, реагентів та інших рідин, які використовуються у виробничих процесах. Ці насосні станції забезпечують точну дозування речовин і допомагають забезпечити безперебійну роботу хімічних процесів.
б) Нафтогазова промисловість: У галузі нафтогазової промисловості модульні насосні станції використовуються для перекачування нафти, газових конденсатів та інших нафтопродуктів. Вони забезпечують надійний транспорт рідин і допомагають підтримувати необхідний тиск та потік продуктів протягом усього технологічного процесу — від видобутку до переробки та транспортування.
в) Водопостачання та водовідведення: У сфері водопостачання та водовідведення модульні насосні станції використовуються для перекачування питної води, стічних вод, дощової каналізації та інших рідин. Вони забезпечують ефективну роботу водних систем, підтримуючи необхідний тиск та потік води від джерела до споживача або до систем водовідведення.
г) Промислове охолодження: У системах промислового охолодження модульні насосні станції використовуються для перекачування теплоносія (наприклад, вода або гліколь) через обладнання, яке потребує охолодження. Вони допомагають підтримувати оптимальну температуру та ефективну роботу промислових процесів, де важливо контролювати теплообмін.
Дані приклади лише невелика частина галузей, де використовуються модульні насосні станції. Інші галузі, де такі станції можуть бути застосовані, включають нафтопереробку, харчову промисловість, фармацевтику, енергетику, металургію, сільське господарство та багато інших.
У нафтопереробці модульні насосні станції використовуються для перекачування нафтопродуктів між різними оброблювальними процесами, зокрема для перекачування сирої нафти, нафтових фракцій, палив та мастил. Це допомагає забезпечити надійну та ефективну роботу нафтопереробних установок.
У харчовій промисловості модульні насосні станції можуть використовуватися для перекачування різноманітних продуктів, таких як молоко, соки, олії, розчинники та інші рідини, які використовуються у виробництві харчових товарів. Це дозволяє забезпечити безперебійний потік сировини та матеріалів протягом виробничого процесу.
У фармацевтичній галузі модульні насосні станції використовуються для перекачування лікарських речовин, розчинів та інших компонентів, які використовуються в процесі виробництва ліків та медичних препаратів. Це дозволяє забезпечити точну дозування та контроль якості продукції.
У сфері енергетики модульні насосні станції можуть бути використані для перекачування охолоджуючих рідин у системах охолодження електростанцій або для перекачування теплоносіїв у системах теплопостачання. Вони допомагають забезпечити ефективну роботу енергетичних систем, забезпечуючи стабільність температурних параметрів та ефективне розподілення енергії.
У металургійній промисловості модульні насосні станції можуть використовуватися для перекачування різних розчинів та речовин, які використовуються у процесах виробництва металів. Наприклад, вони можуть бути задіяні в системах охолодження плавильних печей або для перекачування холодильних розчинів у процесах ливарного виробництва.
У сільському господарстві модульні насосні станції можуть використовуватися для забезпечення поливу насаджень, перекачування рідинних добрив, обробки та розподілу рідких речовин у сільськогосподарських процесах. Вони грають важливу роль у забезпеченні ефективного використання водних ресурсів та підтримки врожайності.
Це лише кілька прикладів галузей, де модульні насосні станції знаходять широке застосування. Завдяки своїй гнучкості, надійності та ефективності, вони допомагають підтримувати стійкий роботу промислових процесів у різних сферах діяльності.

## Переваги та обмеження модульних насосних станцій
1. Гнучкість і масштабованість: Модульні насосні станції забезпечують гнучкість і можливість легко масштабувати систему відповідно до вимог конкретного процесу або змін в виробничому середовищі. Їх модульна конструкція дозволяє просто налаштовувати і змінювати модулі, що дозволяє швидко адаптуватися до різних умов.
2. Оптимізація продуктивності: Модульні насосні станції дозволяють точно налаштовувати процес перекачки ресурсів, забезпечуючи необхідний об'єм, тиск і потік. Це сприяє оптимізації продуктивності системи та зниженню енерговитрат.
3. Висока надійність та мінімальний час простою: Завдяки модульній структурі, при виникненні збою в одному з модулів, решта системи може продовжувати працювати. Це забезпечує високу надійність та універсальність, оскільки не потребує повного зупинення процесу. Крім того, модульний підхід сприяє швидкому відновленню та ремонту, зменшуючи час простою системи.
4. Ефективне управління: Модульні насосні станції можуть бути обладнані автоматичними системами керування та моніторингу, що дозволяє забезпечити ефективне управління, контроль параметрів та діагностику проблем. Це сприяє покращенню ефективності процесу та зниженню ризиків виникнення неполадок.

### Обмеження та можливі проблеми при застосуванні модульних насосних станцій
1. Висока вартість: Модульні насосні станції можуть бути вартісними у порівнянні з традиційними насосними системами. Це пов'язано з їх складнішою конструкцією, використанням додаткових модулів та автоматизацією. Вартість може стати обмеженням для деяких підприємств з обмеженим бюджетом.
2. Складність обслуговування: В модульних насосних станціях може бути більше компонентів та підсистем, що потребують обслуговування. Це може збільшити складність технічного обслуговування та ремонту, а також збільшити час зупинки системи при необхідності заміни або ремонту модулів.
3. Потреба у спеціалізованій експертизі: Встановлення, налаштування та управління модульними насосними станціями може вимагати спеціалізованої експертизи. Наявність кваліфікованих технічних спеціалістів, які знають особливості цих систем, є важливою для забезпечення їх ефективної роботи та усунення можливих проблем.
4. Обмеження в максимальних параметрах: Модульні насосні станції можуть мати обмеження в максимальних параметрах, таких як давлення, потік або об'єм перекачування. Це може бути обмеженням для деяких вимогливих процесів, де потрібні великі обсяги перекачування або високе давлення.
5. Залежність від постачальників модулів: Використання модульних насосних станцій передбачає співпрацю з постачальниками модулів. Залежність від них може створювати певний ризик у випадку, якщо постачальник не зможе забезпечити необхідну кількість або якість модулів. Це може призвести до затримок у проекті або потреби шукати альтернативні рішення.

1. Потреба в додатковому просторі: Модульні насосні станції можуть потребувати додаткового простору для розміщення додаткових модулів або обладнання. Це може бути викликом, особливо для підприємств з обмеженими ресурсами або в уже заповнених виробничих приміщеннях.
2. Сумісність з існуючими системами: При впровадженні модульних насосних станцій можуть виникати питання щодо сумісності з існуючими системами, особливо якщо вони були розроблені або встановлені раніше. Потрібно враховувати вимоги і характеристики існуючих систем для забезпечення безперебійної роботи і взаємодії.
3. Екологічні аспекти: При використанні модульних насосних станцій важливо враховувати екологічні аспекти. Наприклад, енергоефективність модулів та вплив на навколишнє середовище під час виробничого процесу. Слід враховувати можливість використання енергоефективних компонентів та заходів для зменшення впливу на довкілля.

Це деякі з переваг і обмежень, які можуть виникнути при використанні модульних насосних станцій. Розуміння цих факторів допоможе вам прийняти обгрунтоване рішення щодо їх застосування у вашому проекті чи промисловому процесі.